# 2089 Cetacea
2089 Cetacea eller 1977 VF är en asteroid i huvudbältet som upptäcktes den 9 november 1977 av den amerikanske astronomen Norman G. Thomas vid Anderson Mesa Station. Den har fått sitt namn efter Cetacea, vilket är en samling av Valar.
Asteroiden har en diameter på ungefär 16 kilometer.